# Shawn Doyle
Pour les articles homonymes, voir Doyle.
Shawn Doyle est un acteur canadien né le 19 septembre 1968 à Wabush.

## Filmographie

### Cinéma
- 1996 : The Hangman's Bride
- 2000 : Fréquence interdite
- 2001 : Pas un mot
- 2005 : Sabah: A Love Story
- 2009 : Whiteout
- 2011 : John A. : La Naissance d'un pays
- 2013 : The Returned
- 2014 : Lizzie Borden a-t-elle tué ses parents ?

### Télévision
- 1999 : The City, dét. McKeigan
- 2002–2005 : The Eleventh Hour, Dennis Langley
- 2003 : Contamination mortelle (Do or Die), Détective Alan Yann
- 2004 : Desperate Housewives, Mr Hartley
- 2005 : 24 Heures chrono, Ronnie Lobell
- 2006–2010 : Big Love, Joey Henrickson
- 2008 : Guns (mini série télévisée)
- 2008 : Lost : Les Disparus  (épisode Eggtown), Duncan Forrester
- 2010 : Lie to Me (épisode In The Red), Mike Salinger
- 2010 - 2014 : Republic of Doyle (acteur invité), Carl Maher
- 2011 : Endgame (rôle principal), Arkady Balagan
- 2014 : House of Cards, Alan Cooke
- 2014 : Fargo (acteur invité), Vern Thurman
- 2014 : Covert Affairs (saison 5, acteur récurrent), Aleksandre Belenko
- 2015–2018 : The Expanse, Sadavir Errinwright
- 2015 : La Vie en face (saison 1), Andrew Wallace
- 2016–présent : Frontier, Samuel Grant
- 2017 : Bellevue, Peter Welland (rôle principal)
- 2018 : Impulse, Jeremiah Miller
- 2019 : Unspeakable (en), Ben Landry
- 2020 : Mirage, Doug Marsh
- 2020 : Cardinal (saison 4), Scott Riley
- 2021 : Clarice : le thérapeute de Clarice
- 2021 : Star Trek: Discovery (saison 4), Dr Ruon Tarka